# Осетер озерний
Озерний осетер (лат. Acipenser fulvescens, раніше Acipenser rubicundus) — північноамериканська прісноводна риба помірного поясу, один з видів осетра. Подібно до інших осетрів, це риба, що дуже давно в еволюційному плані пристосувалася до донного способу життя. Має хрящовий скелет і шкіру, що несе ряди костистих пластин. Риба використовує свою витягнуту морду для збовтування донного мулу і осадів для годування. Вусики, що оточують рот, допомагають рибі знаходити здобич. Озерний осетер досягає маси тіла понад 100 кілограмів і довжини 2 метрів за своє дуже довге життя. Він часто живе значно більше 100 років і зазвичай досягає статевої зрілості тільки на третьому десятилітті свого життя.

## Галерея

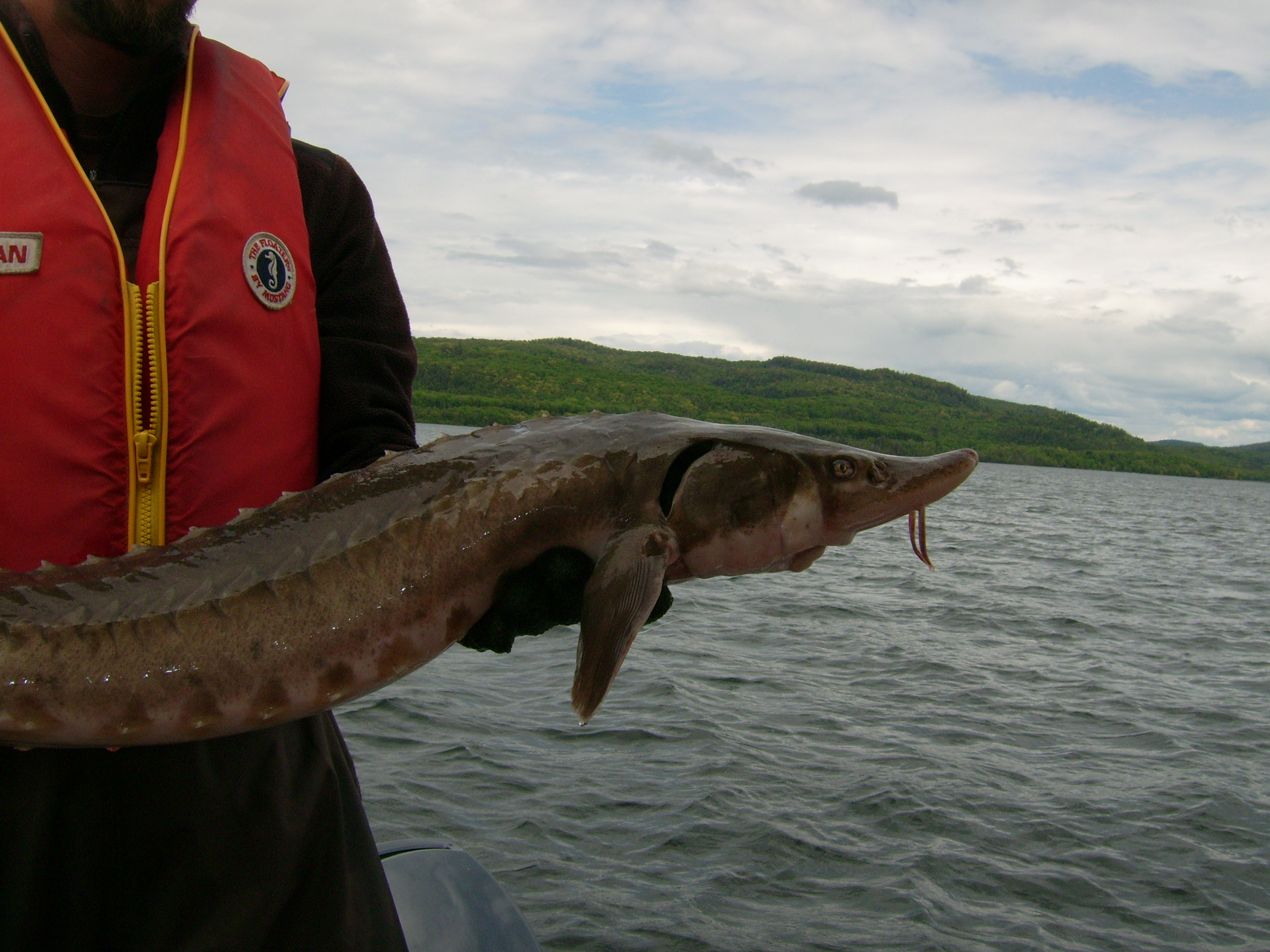
Осетер озерний, озеро Верхнє
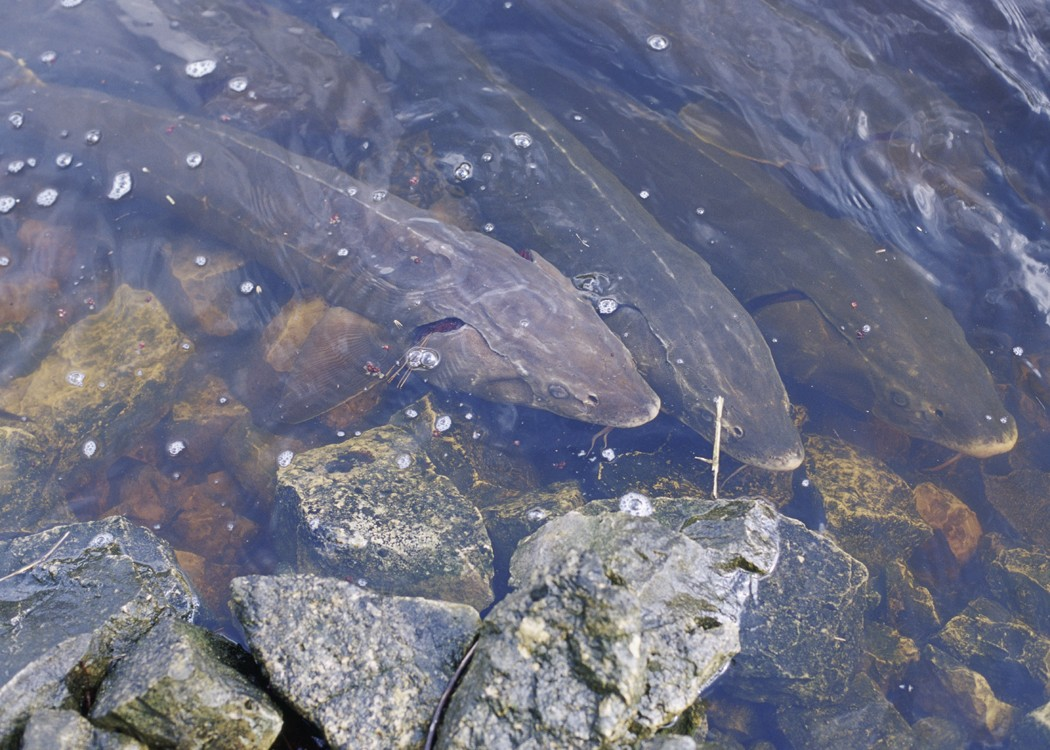
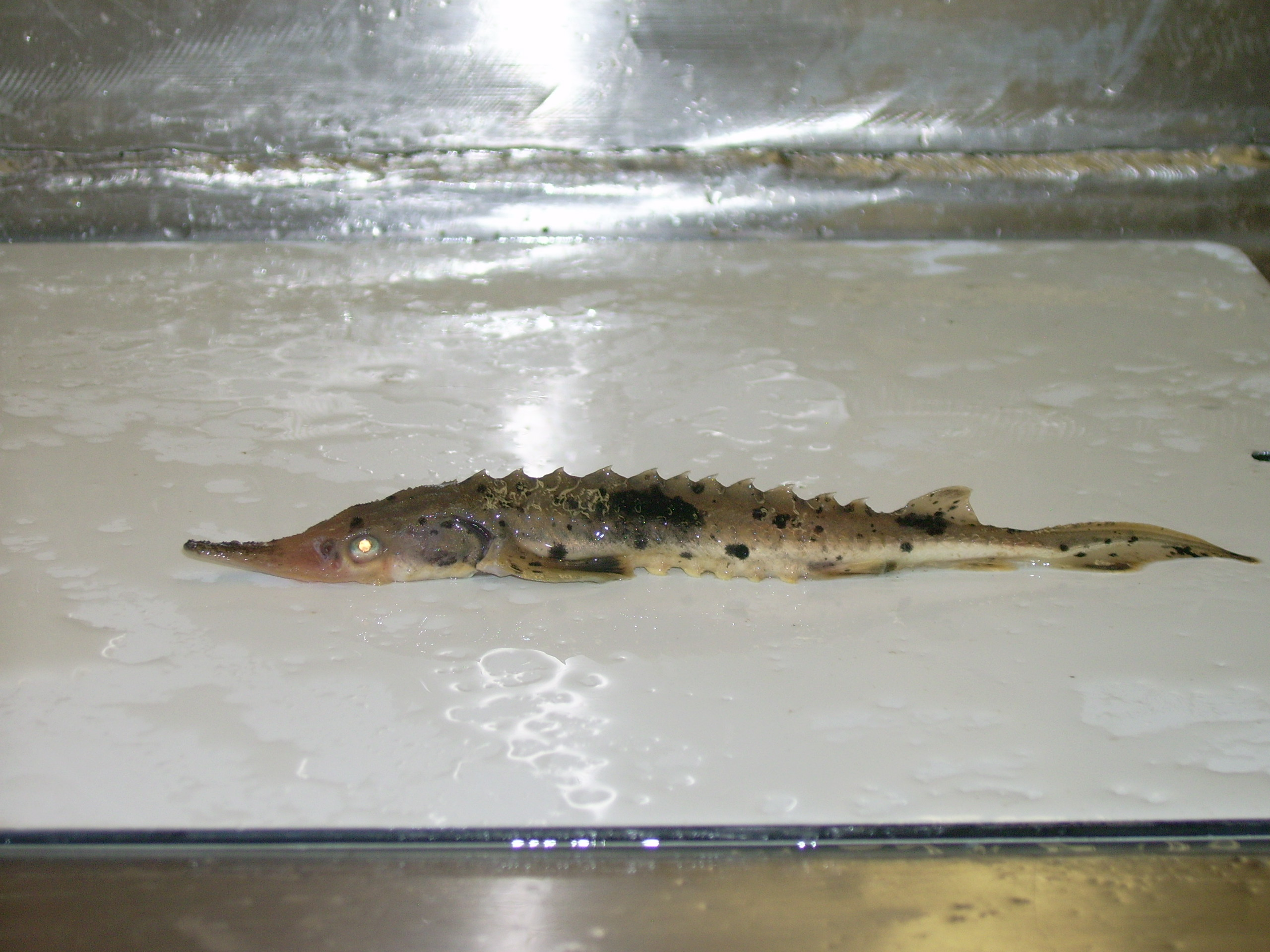
Малий осетер озерний, озеро Верхнє
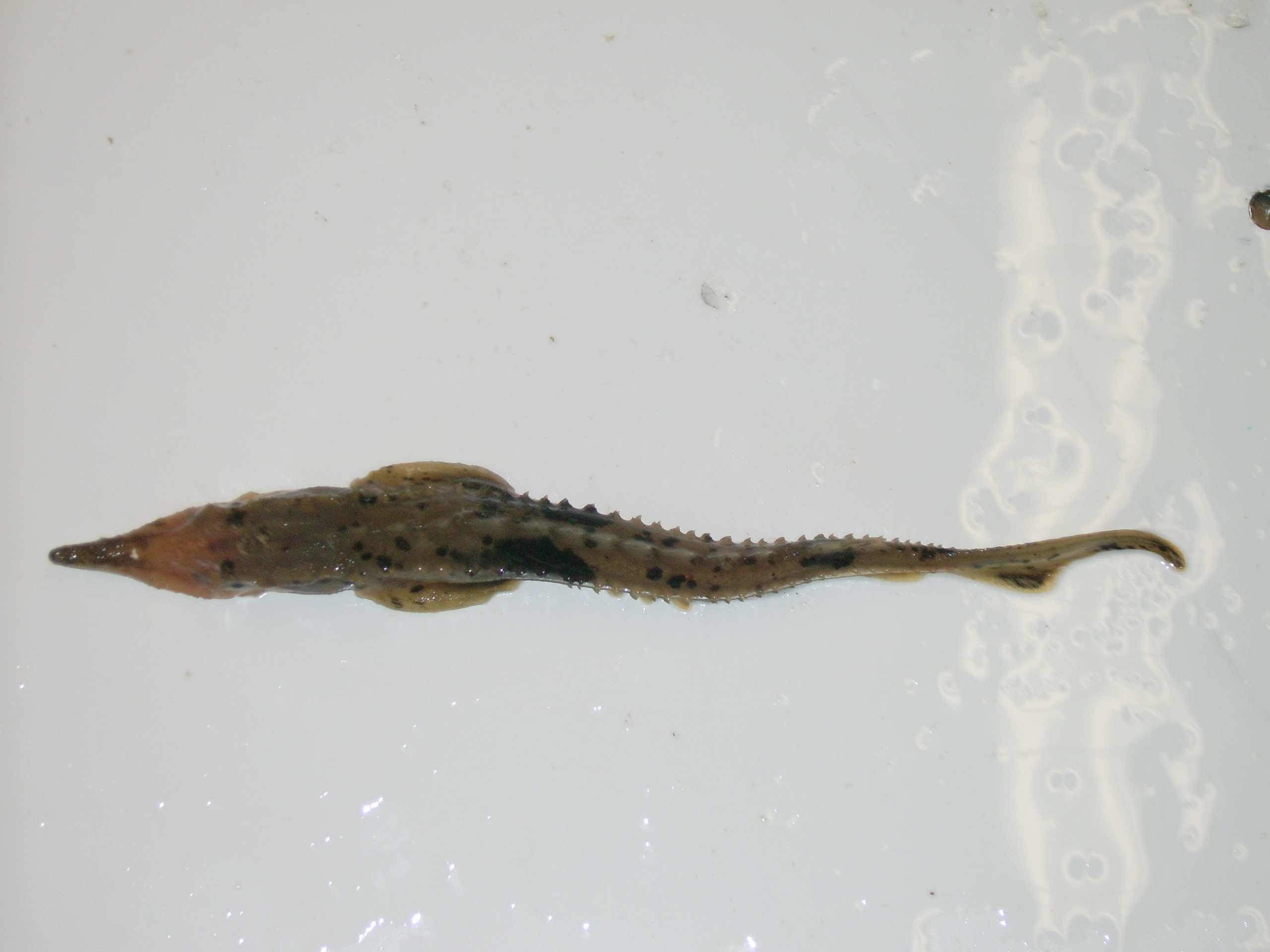
Малий осетер озерний, озеро Верхнє
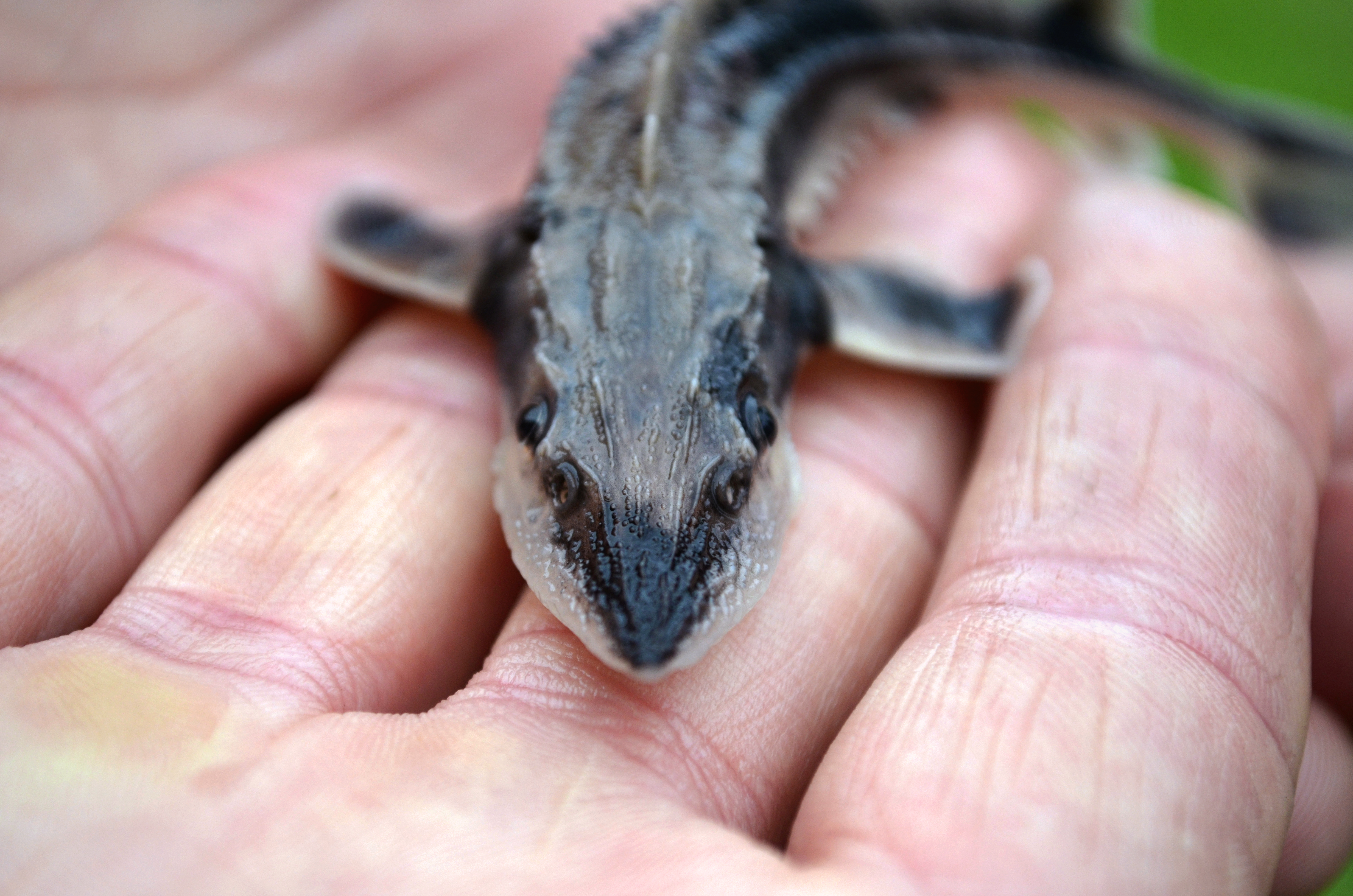
Малий осетер озерний